# Platyla maasseni
Platyla maasseni is een slakkensoort uit de familie van de Aciculidae. De wetenschappelijke naam van de soort is voor het eerst geldig gepubliceerd in 1989 door Boeters, E. Gittenberger & Subai.